# Moulin-sous-Touvent
Moulin-sous-Touvent é uma comuna francesa na região administrativa de Altos da França, no departamento de Oise. Estende-se por uma área de 18,14 km². Em 2010 a comuna tinha 210 habitantes (densidade: 11,6 hab./km²).